# Насип
1. Дизајн високog нивоa воде (HWL)
2. Канал ниске воде
3. Поплавни канал
4. Падина уз реку
5. Стаза на падини уз реку
6. Круна насипа
7. Супротна падина
8. Стаза на супротној падини
9. Берма
10. Нисководена облога
11. Земљиште уз реку
12. Обалски насип
13. Заштићена низија
14. Речна зона

Насип је уздигнути појас насуте земље који служни као одбрана од поплава, одрона земљишта и других непогода. Најчешће се гради паралелно у односу на речни ток.
Насип се изграђује насипавањем, равнањем и збијањем земљаног материјала у хоризонталним слојевима по пуној ширини, а дебљина слојева зависи од врсте материјала и намене насипа.

## Историја
Прве врсте насипа изграђене су 3000 година п. н. е. на подручју Египта у долини реке Нил. Такође, и становници Месопотамије као и становници Античке Кине били су упознати с овим начином заштите.

## Употребе
Главна сврха вештачких насипа је да спрече плављење суседних села и да успоре природне промене тока на пловном путу како би се током времена обезбедиле поуздане бродске траке за поморску трговину; они такође ограничавају ток реке, што резултира већим и бржим протоком воде. Насипи се углавном налазе дуж мора, где дине нису довољно јаке, дуж река за заштиту од великих поплава, поред језера или дуж полдерa. Даље, насипи су изграђени у сврху удубљења, или као граница за плавно подручје. Ово последње може бити контролисана поплава од стране војске или мера за спречавање поплаве веће површине окружене насипима. Насипи су такође изграђени као границе на терену и као војна одбрана. Више о овој врсти насипа може se наћи у чланку о сувозидима.
Насипи могу бити трајни земљани радови или конструкције за ванредне ситуације (често од врећа песка) изграђени на брзину у случају поплава.
Неке од најранијих насипа је изградила цивилизација долине Инда (у Пакистану и северној Индији од око 2600. године пре нове ере) од којих је зависио аграрни живот народа Харапа. Насипи су такође изграђени пре више од 3.000 година у старом Египту, где је систем насипа изграђен дуж леве обале реке Нил на више од 1.000 kilometres (600 miles), протежући се од модерног Асуана до делте Нила на обалама Медитерана. Месопотамске цивилизације и древна Кина су такође изградиле велике системе насипа. Пошто је насип јак онолико колико је јака његова најслабија тачка, висина и стандарди конструкције морају бити доследни дуж његове дужине. Неки ауторитети су тврдили да је за то потребан јак управљачки ауторитет који би водио рад, и да је можда био катализатор за развој система управљања у раним цивилизацијама. Међутим, други указују на доказе о земљаним радовима великих размера за контролу воде, као што су канали и/или насипи који датирају пре краља Шкорпиона у прединастичком Египту, током којих је управљање било далеко мање централизовано.

### Спречавање поплава река
Проминентни системи насипа изграђени су дуж реке Мисисипи и реке Сакраменто у Сједињеним Државама, и реке По, Рајна, Мез, Рона, Лоара, Висла, делта коју чине Рајна, Мас/Маза и Шелта у Холандији и Дунав у Европи. Током периода кинеских зараћених држава, држава Ћин је изградила систем за наводњавање Дуђенгјен као пројекат за очување воде и контролу поплава. Инфраструктура система се налази на Минђангу, који је најдужа притока Чанг Ђанга, у Сечуану, Кина.
Систем насипа Мисисипија представља један од највећих таквих система пронађених било где у свету. Састоји се од преко 5.600 km (3.500 mi) насипа које се протежу око 1.000 km (620 mi) дуж Мисисипија, протежући се од Кејп Џирардо, Мисури, до делте Мисисипија. Започели су их француски досељеници у Луизијани у 18. веку да би заштитили град Њу Орлеанс. Први насипи у Луизијани били су високи око 90 cm (3 ft) и покривали су раздаљину од око 80 km (50 mi) дуж обале реке. Инжењерски корпус америчке војске, у сарадњи са Комисијом за реку Мисисипи, проширио је систем насипа почевши од 1882. да покрије обале реке од Каира, Илиноис до ушћа делте Мисисипија у Луизијани. До средине 1980-их достигли су садашњи обим и у просеку били 7,3 m (24 ft) у висини; неки насипи Мисисипија су високи и до 15 m (50 ft). Насипи Мисисипија такође укључују неке од најдужих непрекидних појединачних насипа на свету. Један такав насип се протеже јужно од Пајн Блуфа, Арканзас, на удаљености од око 610 km (380 mi)
Инжењерски корпус војске Сједињених Држава (USACE) препоручује и подржава технологију ћелијског затварања (геоћелије) као најбољу праксу управљања. Посебна пажња посвећена је питању површинске ерозије, спречавању преливања и заштити врха насипа и низводне падине. Ојачање геоћелијама обезбеђује затезну силу на тлу како би се боље одупрло нестабилности.

### Спречавање приобалних поплава
Насипи су веома чести на мочварама које се граниче са заливом Фунди у Њу Брунсвику и Новој Шкотској, Канада. Акађани који су населили ову област могу бити заслужни за првобитну изградњу многих насипа у области, створених за обраду плодних мочвара. Конструисани су са преклопним капијама које се отварају приликом пада плиме да одводе слатку воду из пољопривредних мочвара, а затварају се при растућој плими како би спречило да морска вода уђе иза насипа. Ове капије се зову „абојто”. У нижем копну око града Ванкувера, Британска Колумбија, постоје насипи (локално познати као дајкс, а који се називају и „морски зид“) за заштиту ниског земљишта у делти реке Фрејзер, посебно града Ричмонда на острву Лулу. Постоје и насипи за заштиту других локација које су биле поплављене у прошлости, као што је Пит Полдер, земљиште уз реку Пит и друге притоке.
Обалски насипи за спречавање поплава су такође уобичајени дуж унутрашње обале иза Ваденског мора, области које су девастирале многе историјске поплаве. Тако су народи и владе подизали све веће и сложеније системе насипа за заштиту од поплава како би зауставили море чак и током олујних поплава. Највећи од њих су, наравно, огромни насипи у Холандији, које више не представљају само одбрану од поплава, већ су омогућили да се агресивно заузме копно које је испод средњег нивоа мора.

### Мамузасти насипи или бране
Ове типично вештачке хидрауличне конструкције постављене су ради заштите од ерозије. Обично се постављају у алувијалне реке окомито, или под углом, на обалу канала или оплату, и широко се користе дуж обале. Постоје два уобичајена типа насипа, пропусни и непропусни, у зависности од материјала који се користе за њихову конструкцију.

### Природни примери
Природни насипи се обично формирају око низијских река и потока без људске интервенције. То су издужени гребени блата и/или муља који се формирају на поплавним равницама река непосредно уз усечене обале. Попут вештачких насипа, они делују тако да смањују вероватноћу плављења.
Таложење насипа је природна последица плављења вијугавих река које носе високе пропорције суспендованог наноса у облику ситног песка, муља и блата. Пошто носивост реке делимично зависи од њене дубине, седимент у води који се налази преко поплављених обала канала више није у стању да задржи исту количину финих седимената у суспензији као главни талвег. Тако се екстра фини седименти брзо таложе на деловима поплавне равнице најближе каналу. Током значајног броја поплава, ово ће на крају резултирати стварањем гребена на овим позицијама и смањењем вероватноће даљих поплава и епизода изградње насипа.